# Canyon Street
Canyon Street est un roman de Pierre Pelot édité en 1978 par les éditions Denoël dans la collection Présence du futur.

## Résumé
Dans un monde en ruine où plus rien ne marche comme avant, Javeline la maudite accompagnée de son ami Raznak le fou tente de fuir vers le pays des Satisfaits, au-delà des infranchissables Horizons Fermés.

## Le monde
Le monde décrit par Pierre Pelot a des relents post-apocalyptiques.
Des ruines à perte de vue, des hommes accablés qui errent sans but, des pans entiers du système qui ne fonctionnent plus…
Mais l’auteur sait aller plus loin et l’intrigue du livre se complique, mettant en parallèle deux mondes apparemment différents mais touchés par le même mal, il décrit un enchevêtrement de relations compliqués que seuls les fous peuvent imaginer, ce qui, à la fin du livre, fait abandonner tout espoir optimiste.